# Skocznie Gumolaste w Chochołowie
Skocznie narciarskie Gumolaste w Chochołowie – kompleks skoczni narciarskich położony w Chochołowie, przy drodze w kierunku Suchej Hory.
Poprzedni obiekt powstał w latach 70. XX wieku jako konstrukcja drewniana, z czasem zastąpiona przez konstrukcję stalową. Obok znajdowały się wieża sędziowska oraz mniejszy obiekt (K10). Służyła głównie szkoleniu młodzieży. Obiekt funkcjonował do 1992 roku. W 1993 roku jego właściciel, gmina Czarny Dunajec, wydzierżawiła teren Młodzieżowemu Domowi Kultury w Krakowie, który to zamknął obiekt.
W roku 2018 otwarto istniejący kompleks 2 skoczni HS-16 i 30 wraz z zapleczem.